# Motorola RAZR V3
Motorola RAZR V3 — стільниковий телефон фірми Motorola.
Комплектація: телефон, акумулятор, зарядний пристрій, адаптер (міні-USB) перехідник для зарядного пристрою, дротова моно-гарнітура з клавішею активізації, шкіряний чохол, кліпса на ремінь для чохла, міні-USB дріт, диск ПЗ, інструкція
Особливості: телефон виготовлено з металу (крім нижньої частини, де розташована антена), клавіатура виготовлена з сплаву; mini-USB роз'єм; підтримка стерео FM-радіо через стерео FM-радіо гарнітуру (аксесуар)

## Схожі моделі
- Motorola RAZR V3i
- Motorola RAZR V3xx